# Marssonina-Blattfallkrankheit
Die Marssonina-Blattfallkrankheit ist eine durch eine Infektion mit dem Pilz Diplocarpon mali hervorgerufene Erkrankung von Apfelbäumen. An stark befallenen Bäumen kann es zu einem Verlust eines Großteils der Blätter kommen. Während die Krankheit früher nur in Asien und Amerika vorkam, tritt sie seit Beginn des 21. Jahrhunderts zunehmend auch in Europa auf.
Aufgrund der schwarzen Flecken, die nach der Infektion auf den Laubblättern auftreten, wird die Erkrankung auch als Marssonina-Blattfleckenkrankheit bezeichnet. International wird die Erkrankung als Marssonina blotch oder als Marssonina leafspot bezeichnet.

## Erreger

### Makroskopische Merkmale
Auf den Blättern von verschiedenen Apfelarten sind kleine 5 bis 10 mm große gräulich braune, am Rande auch etwas violette Flecken sichtbar, die durch die Nebenfruchtform produziert werden. Die Flecken können verlängert sein bzw. ineinander überfließen, was ihnen eine unregelmäßige Form verleiht.

### Mikroskopische Merkmale
Auf den auf dem Baum bleibenden Blättern werden nur Konidien der Nebenfruchtform Marssonina coronaria produziert. Fruchtkörper der Hauptfruchtform Diplocarpon mali bilden sich laut Literatur auf den am Boden überwinterndenen Blättern. Diese Fruchtkörper sind becherförmige Apothezien, die 120 bis 220 µm breit und 100 bis 150 µm hoch werden. Die Schläuche sind breit-keulenförmig bis länglich, mit 55–78 µm Breite und 14–18 µm Länge und beinhalten immer acht Ascosporen. Diese sind meist einfach septiert, länglich bis elliptisch, gerade oder gekrümmt, hyalin und messen 23–33 µm Länge und 5–6 µm Breite. Zwischen den Schläuchen werden fadenförmige Paraphysen gebildet, die ein- bis zweifach septiert sind, an der Spitze meist leicht verbreitert sind und dieselbe Höhe wie die Schläuche erreichen.
In Europa konnten Ascosporen oder die dazugehörigen Fruchtkörper jedoch bisher nicht nachgewiesen werden. Die Konidien der Nebenfruchtform werden in konzentrischen Acervuli gebildet. Sie sind tiefschwarz, linsenförmig und 100 bis 200 µm im Durchmesser. Es werden keulenförmige Konidienträger gebildet, auf denen dann die Sporen abgeschnürt werden. Diese sind ampullenförmig, hyalin und 4–6 × 1–2 µm groß.

### Taxonomie
Das Basionym von Diplocarpon mali geht auf den deutschen Botaniker und Mykologen Paul Christoph Hennings zurück, der den Pilz 1905 erstmals unter dem Namen Marssonia mali beschrieb. Der Gattungsname ehrt den deutschen Apotheker und Botaniker Friedrich Theodor Marsson (1816–1892).
Die durch den Pilz hervorgerufene Blattfleckenkrankheit wurde erstmals 1903 durch Job Bicknell Ellis und J. J. Davis unter dem Namen Ascochyta coronariae Ellis & Davis beschrieben. 1912 wurde er durch Pier Andrea Saccardo und John Dearness in die Ordnung Melanconiales eingeteilt, weshalb er ab diesem Zeitpunkt als Marsonia coronariae Sacc. & Dearn. bezeichnet wurde. Dabei wurde durch die Mykologen allerdings nicht beachtet, dass die Pilzgattung Marsonia bereits 1906 durch Paul Wilhelm Magnus in Marssonina umbenannt worden war. Die korrekte Benennung als Marssonina coronaria erfolgte dann 1914 durch Davis. Auch die Bezeichnungen Ascochyta coronariae und Marssonina coronariae waren fehlerhaft, da die grammatikalisch korrekte Form Ascochyta coronaria und Marssonina coronaria gewesen wäre.
1974 wurde Marssonina coronaria schließlich als Anamorphe der Hauptform Diplocarpon mali zugeordnet.
Als Vertreter der Gattung Diplocarpon ist der Erreger der Marssonina-Blattfleckenkrankheit verwandt mit Diplocarpon rosae, dem Erreger des Sternrußtau der Rose. Nicht näher verwandt ist der Pilz dagegen mit Ophiognomonia leptostyla, dem Erreger der Marssonina-Blattfleckenkrankheit der Walnuss.

### Epidemiologie
Der Pilz befällt Pflanzen aus der Gattung Malus. Die Hauptwirtspflanze ist der Kulturapfel (Malus x domestica), aber auch Zier- und Wildformen wie der Kirschapfel (Malus baccata) können befallen werden. Beschrieben wurde außerdem ein Befall von Zierquitten (Chaenomeles).
Beim Kulturapfel scheinen einige Apfelsorten besonders anfällig für die Infektion mit Diplocarpon mali zu sein; dazu gehören die in Europa im Erwerbsobstanbau verbreiteten Sorten 'Topaz', 'Gala', 'Jonagold', 'Golden Delicious' und 'Luna'. In Asien wurde eine hohe Empfindlichkeit der Sorte „Fuji“ festgestellt.
Das Hauptverbreitungsgebiet des Pilzes liegt in Asien (China, Indien, Japan, Korea und Taiwan). 1907 wurde der Pilz als neuer Erreger einer Pflanzenkrankheit in Japan beschrieben, wo er dann in den 1910er Jahren zu großen Verlusten im Apfelanbau geführt hat. Durch den Einsatz von kupferhaltiger Bordeauxbrühe als Fungizid konnte die Infektion weitgehend zurückgedrängt werden. In Korea stellt die Infektion die wirtschaftlich bedeutendste Pflanzenkrankheit im Erwerbsanbau von Äpfeln dar. Außerdem kommt der Pilz in den USA, Kanada und Südamerika (Brasilien, Panama) vor.
Bis auf einen historischen Nachweis in Rumänien galt Europa bis zur Jahrtausendwende als frei von der Infektion. Zum ersten Mal wurde Diplocarpon mali hier in den Jahren 2001 und 2002 in Forno Canavese in der italienischen Provinz Turin nachgewiesen. 2010 trat die Krankheit zum ersten Mal in Deutschland in einem biologisch bewirtschafteten Obstbaubetrieb in Baden-Württemberg auf. 2011 wurde der Erreger dann in verschiedenen Landesteilen Baden-Württembergs und 2012 auch in Hessen nachgewiesen. Die tatsächliche aktuelle Verbreitung in Deutschland ist bisher unklar. Es wird angenommen, dass sich der Pilz mittlerweile flächendeckend in Baden-Württemberg angesiedelt hat. Unklar ist auch, ob die Infektion nicht bereits länger in Deutschland etabliert war und die Symptome nur durch die in drei Folgejahren feuchten Sommer der Jahre 2010 bis 2012 besonders auffällig wurden. Vergleichbare Symptome waren vereinzelt schon vor 2010 in Baden-Württemberg beobachtet worden, ohne dass der Erreger nachgewiesen werden konnte. Bisher waren von Infektionen vor allem ökologisch bewirtschaftete Apfelanlagen und Anlagen mit schorfresistenten Sorten betroffen, was darauf zurückgeführt wird, dass hier deutlich weniger Fungizide gegen den Apfelschorf (Venturia inaequalis) eingesetzt werden, durch die auch Diplocarpon mali bekämpft wird. Auch in Hausgärten und auf Streuobstwiesen, in denen keine Fungizide angewendet werden, sind Ausbrüche beobachtet worden.
In Österreich wurde eine Infektion mit Diplocarpon mali erstmals im August 2011 in den Orten Mellach, Rothgmos, Kopfing in der Steiermark und in Puch in Niederösterreich nachgewiesen. Hier hatte der Pilz Bäume verschiedener Apfelsorten in biologisch bewirtschafteten Intensivobstanlagen sowie im Streuobst befallen.
Im Jahr 2011 trat die Erkrankung auch zum ersten Mal in der Schweiz auf. Hier waren Biobetriebe in der Bodenseeregion betroffen.
Auf natürliche Weise breitet sich der Pilz über Konidien sowie vermutlich auch über Ascosporen mit dem Wind sowie über Wasser aus. Bisher ist nicht bekannt, über welche Distanzen sich die Sporen über den Wind ausbreiten können, man geht aber von eher kleinen Distanzen aus. Ein Ausbreitung über Insekten über weitere Distanzen kommt in Betracht. Bei Neupflanzungen kann der Erreger über das Pflanzgut verbreitet werden, wenn an den Jungpflanzen noch Laub oder Laubreste vorhanden sind. Auch über an Werkzeugen oder Maschinen anhaftende Sporen oder infizierte Blätter ist eine Einschleppung in bisher freie Anlagen möglich. Eine Verschleppung über infizierte Früchte wird als potentiell möglich, praktisch aber unwahrscheinlich angesehen, da Früchte zur Verwertung bestimmt sind, aber in der Regel nicht in fremde Obstanlagen verbracht werden.
Die genauen Verbreitungswege der Infektion nach und in Europa konnten bisher nicht identifiziert werden.

### Infektionszyklus
Der Infektionszyklus ist aktuell nicht vollständig erforscht. Von im Winter sich bildenden Fruchtkörpern der Hauptfruchtform (Apothecien) werden laut Literatur Ascosporen freigesetzt, von denen die Primärinfektion im Frühjahr ausgeht. Das Vorkommen von Ascosporen konnte in Europa jedoch bisher nicht nachgewiesen werden. Im Sommer bilden sich die Fruchtkörper der ungeschlechtlichen Fortpflanzungsform (Acervuli) mit Konidien (Nebenfruchtform Marssonina coronaria). Die Konidien sind zweizellig, eingeschnürt und haben eine mittlere Größe von 20 × 8 µm.
Die Konidien, von denen die Sekundärinfektion ausgeht, werden durch Wind und Regen verbreitet. Bei einer längeren Schlechtwetterperiode kann es zu einer epidemischen Ausbreitung der Infektion kommen. Im Herbst bilden sich dann wieder die Fruchtkörper der Hauptfruchtform Diplocarpon mali, die wieder im Falllaub überwintern.
Für seine optimale Entwicklung benötigt der Pilz eine längere Periode mit feuchtem Wetter und moderaten Temperaturen um 20–25 °C, während der die Blattoberfläche längere Zeit befeuchtet ist. Ein Keimen des überwinterten Pilzes ist allerdings schon bei Temperaturen ab 5 °C möglich.

## Symptome
Symptome der Infektion bilden sich im Sommer nach längeren Regenzeiten aus. Zuerst sind grauschwarze, diffuse Blattflecken auf den Blattoberseiten erkennbar. Diese breiten sich zunehmend aus und laufen mit der Zeit ineinander. Die infizierten Zellen sterben ab, wodurch es zu einer nekrotischen Sprenkelung der Blätter kommt, die auf der Blattoberseite deutlicher zu erkennen ist als auf der Blattunterseite.
Schließlich brechen auf der Blattoberfläche kleine runde bis ovale schwarze Fruchtkörper durch, die als Acervuli bezeichnet werden. Vor allem bei länger anhaltender warm-feuchter Witterung kann innerhalb kurzer Zeit die Hälfte der Blätter infiziert sein, die sich gelb verfärben und schließlich vorzeitig abfallen, während die Früchte noch nicht voll ausgereift am Baum hängen. Bei starkem Infektionsdruck kann der Blattfall bereits ca. zwei Wochen nach der Infektion beginnen, was bei einigen Ausbrüchen bereits Mitte August der Fall war. Aufgrund der reduzierten Blattmasse werden die Früchte nicht mehr ausreichend mit Nährstoffen versorgt, wodurch sie in der Entwicklung gestört werden. Die Einlagerung von Stärke ist reduziert und die Früchte haben ein niedrigeres Fruchtgewicht und färben mangelhaft aus, was zu einer reduzierten Fruchtqualität führt. Auch im Folgejahr führt die Erkrankung zu Ertragseinbußen, da die befallenen Bäume nur mangelhaft Blüten ansetzen und der Austrieb im kommenden Frühjahr gestört ist.
Aus Indien wurde beschrieben, dass die Infektion runde Flecken auf den Früchten verursachen kann. Diese Symptome wurden bisher in Europa nicht beschrieben.
Die durch Diplocarpon mali verursachten Symptome ähneln der durch Pilze der Gattung Phyllosticta verursachten Blattfleckenkrankheit. Zur sicheren Diagnose kann der Erreger auf Pepton-Dextrose-Kartoffel-Agar kultiviert werden. Außerdem kann er mit Hilfe einer PCR nachgewiesen werden.

## Bekämpfung
Im Erwerbsobstbau wird der Pilz durch die üblichen Fungizidbehandlungen gegen Apfelschorf und Apfelmehltau mit erfasst. Diplocarpon mali weist allerdings eine relativ geringe Empfindlichkeit gegenüber den im Bioanbau zur Bekämpfung pilzlicher Infektionen eingesetzten Kupferpräparaten auf. In Japan wurden zudem bereits in den späten 1990er-Jahren Diplocarpon-mali-Stämme gefunden, die eine Resistenz gegenüber dem Wirkstoff Thiophanat-methyl aufwiesen.
Da die verschiedenen Apfelsorten unterschiedlich stark empfindlich für die Infektion sind, könnte eine effektive vorbeugende Maßnahme gegen die Erkrankung in der Auswahl widerstandsfähiger Sorten bei der Neuanlage eines Obstbaukultur bestehen. Zurzeit wird vor allem in Korea daran gearbeitet, gegenüber der Diplocarpon-Infektion resistente Apfelsorten zu identifizieren bzw. neu zu züchten.
Durch Hygienemaßnahmen, insbesondere die Desinfektion von Werkzeugen und die Beseitigung von befallenem Laub im Herbst, kann das Wiederauftreten der Erkrankung im Folgejahr sowie die Ausbreitung der Infektion begrenzt werden. Durch einen sorgfältigen Obstbaumschnitt kann gewährleistet werden, dass alle Partien des Baumes gut belüftet sind, wodurch die Blätter schneller abtrocknen können.
Die Pflanzenschutzorganisation für Europa und den Mittelmeerraum (EPPO) hat die Infektion in ihrer Warnliste (EPPO Alert list) aufgenommen. Sie geht davon aus, dass sich die Infektion in Europa weiter ausbreiten und sich der Pilz zumindest in verschiedenen weiteren Regionen in Deutschland fest ansiedeln könnte. Da man davon ausgehen muss, dass sich die Infektion bereits an mehreren Standorten angesiedelt hat, kann die natürliche Verbreitung wahrscheinlich in Zukunft nur unzureichend eingedämmt werden.